# 戦術 (アルバム)
| 専門評論家によるレビュー | 専門評論家によるレビュー |
| 総スコア                 | 総スコア                 |
| 出典                     | 評価                     |
| ------------------------ | ------------------------ |
| Metacritic               | 86/100                   |
| レビュー・スコア         |                          |
| 出典                     | 評価                     |
| クラシック・ロック       | [ 4 ]                    |
| ガーディアン             | [ 5 ]                    |
| インデペンデント         | [ 6 ]                    |
| ケラング!                | [ 7 ]                    |
| メタルハマー             | [ 8 ]                    |
| ピッチフォーク           | [ 9 ]                    |
| ポップマターズ           | [ 10 ]                   |
| ローリング・ストーン     | [ 11 ]                   |
| ウォール・オブ・サウンド | [ 12 ]                   |

『戦術』（原題：Senjutsu）は、イギリスのヘヴィメタル・バンド、アイアン・メイデンの17枚目のスタジオ・アルバム。2021年9月3日に発売された。

## 概要
『戦術』は、バンドにとって『魂の書〜ザ・ブック・オブ・ソウルズ〜』（2015年）に続く約6年ぶりのスタジオ・アルバムとなり、バンドの前作との約6年の空白期間は今作が最長となっている。また、前作に続き今作が通算2作目の2枚組スタジオ・アルバムであると同時に、1984年の『パワースレイヴ』以来、ギタリストのデイヴ・マーレイが一切ソングライティングに参加していないスタジオ・アルバムであり、1998年の『ヴァーチャル・イレヴン』以来、ベーシストのスティーヴ・ハリスだけで複数の曲が書かれているスタジオ・アルバムでもある。
アルバム名は、ジャケットの右側には日本語の縦書きである「戦術」、左側には日本語の文字を連想させるアルファベットのフォントを使用している。
コロナウイルスのパンデミックで中止になっていた「Legacy of the Beast World Tour」を2022年に再開した際には、「Senjutsu」「Stratego」「The Writing on the Wall」の3曲が、セットリストのオープニングに加えられた。

## 反響
全英アルバムチャートでは初登場2位だったため、3作連続の1位とはならなかった。1位はドレイクの『Certified Lover Boy』で、差はわずか1,200ユニットだった。全米チャートでは過去最高の3位を記録。日本でもオリコンチャート10位を記録した。

## 収録曲
| #         | タイトル                    | 作詞・作曲                               | 時間  |
| --------- | --------------------------- | ---------------------------------------- | ----- |
| 1.        | 「Senjutsu」                | エイドリアン・スミス、スティーヴ・ハリス | 8:20  |
| 2.        | 「Stratego」                | ヤニック・ガーズ、ハリス                 | 4:59  |
| 3.        | 「The Writing on the Wall」 | スミス、ブルース・ディッキンソン         | 6:13  |
| 4.        | 「Lost in a Lost World」    | ハリス                                   | 9:31  |
| 5.        | 「Days of Future Past」     | スミス、ディッキンソン                   | 4:03  |
| 6.        | 「The Time Machine」        | ガーズ、ハリス                           | 7:09  |
| 合計時間: | 合計時間:                   | 合計時間:                                | 40:15 |

| #         | タイトル               | 作詞・作曲             | 時間  |
| --------- | ---------------------- | ---------------------- | ----- |
| 1.        | 「Darkest Hour」       | スミス、ディッキンソン | 7:20  |
| 2.        | 「Death of the Celts」 | ハリス                 | 10:20 |
| 3.        | 「The Parchment」      | ハリス                 | 12:39 |
| 4.        | 「Hell on Earth」      | ハリス                 | 11:19 |
| 合計時間: | 合計時間:              | 合計時間:              | 41:38 |

## 参加ミュージシャン

### アイアン・メイデン
- ブルース・ディッキンソン – ヴォーカル
- デイヴ・マーレイ – ギター
- ヤニック・ガーズ – ギター
- エイドリアン・スミス – ギター
- スティーヴ・ハリス – ベース、キーボード
- ニコ・マクブレイン – ドラム

### スタッフ
- ケヴィン・シャーリー – プロダクション、ミキシング

## チャート順位
| 各国チャート（2021年）                 | 最高位 |
| -------------------------------------- | ------ |
| オーストラリア (ARIA)                  | 3      |
| オーストリア (Ö3 Austria)              | 1      |
| ベルギー (Ultratop Flanders)           | 1      |
| ベルギー (Ultratop Wallonia)           | 1      |
| カナダ (Billboard)                     | 5      |
| Croatian Albums (HDU)                  | 1      |
| チェコ (ČNS IFPI)                      | 2      |
| デンマーク (Hitlisten)                 | 5      |
| オランダ (MegaCharts)                  | 2      |
| フィンランド (Suomen virallinen lista) | 1      |
| フランス (SNEP)                        | 2      |
| ドイツ (Offizielle Top 100)            | 1      |
| ハンガリー (MAHASZ)                    | 1      |
| Irish Albums (OCC)                     | 3      |
| イタリア (FIMI)                        | 1      |
| 日本 (オリコン)                        | 10     |
| New Zealand Albums (RMNZ)              | 9      |
| ノルウェー (VG-lista)                  | 5      |
| ポーランド (ZPAV)                      | 2      |
| ポルトガル (AFP)                       | 1      |
| スコットランド (OCC)                   | 1      |
| スペイン (PROMUSICAE)                  | 1      |
| スウェーデン (Sverigetopplistan)       | 1      |
| スイス (Schweizer Hitparade)           | 1      |
| UK アルバムズ (OCC)                    | 2      |
| UK Rock & Metal Albums (OCC)           | 1      |
| US Billboard 200                       | 3      |
| US Top Hard Rock Albums (Billboard)    | 1      |
| US Top Rock Albums (Billboard)         | 1      |